# ルマン24 (アーケードゲーム)
『ル・マン24』 (Le Mans 24) は、セガが1997年に発売した、ル・マン24時間レースを題材にしたアーケードゲームである。

## ゲーム概要
規定時間を走破した時の走行距離を競う耐久モードがゲームの中心である。コースを走破した時のタイムを競うスプリントモードや、対人対戦ができる通信モードも存在する。
ゲーム中の「架空の1時間」は、初期設定では現実の20秒に相当する。これは、10秒・30秒・40秒に変更可能。変更すると、耐久モードでの初期順位も同時に変更になり、初期設定の20秒なら20位、設定変更で10秒ならば10位、30秒ならば30位、40秒ならば40位になる。
各座席ごとに、特定の車両をスペシャル仕様として設定できる。通常よりも加速力が良くなり6速の最高速に達する。逆に言えば、スペシャル設定でない限り、車両選択時に表示されている最高速度は出ない。

### 持ち時間制
このゲームでは、持ち時間制が採用されている。持ち時間の初期設定は、架空の6時間に相当する時間である。設定をHARDにすると-30秒、EASYにすると+30秒。
持ち時間は、自分以外の車を抜く事により増加し、逆に抜かれると減少する。車の上に順位が表示されているライバルカーは9秒、表示されていないアザーカーは4秒（共に初期設定）を抜くことで、プレイヤーの持ち時間を増加させる。なお、それぞれを18秒・8秒とする設定が存在し、この設定の場合、1クレジット完走が大幅に楽になる。
また、周回を完了するごとに得られるLAP BONUSや、耐久モードでは「架空の6時間（後述）」経過毎に得られるHOURS BONUSも存在し、持ち時間を増加させる。

### サルト・サーキット
本物のサルト・サーキットは一周13kmを超える長いサーキットであるが、このゲームでは一周1分数秒台で周回できるサイズに縮小されている。

### 耐久モード
このモードの目的は「サルト・サーキットで行われている耐久レースで、架空の24時間を完走する」ことにある。プレイヤーはピットから前述の初期順位でスタートし、持ち時間が切れる前に24時間を走破すればゲームクリアとなる。24時間を経過した瞬間の走行距離が記録となり、ベストテンがランキングされる。
サーキットは常に時間が経過しているため、朝から昼を経て夕方になり、夜になるという変化が存在する。また、架空の24時間のうちに必ず一度は雨が降る。雨が降っている間はグリップが大幅に低下する。また、プレイヤーカーのタイヤは3周ほどでグリップが低下する。ピットインすることでタイヤ交換を行い、グリップを回復する事ができるが、前の順位のライバルカーと距離を離されてしまうため、その後のゲーム展開が大幅に不利になる。なお、ピットイン中は順位の低下はなく、持ち時間の減少も無いが、サーキット上の時間は経過しているため、ラップタイムはそのまま加算されていく。タイヤを交換せずに24時間を完走することも可能ではあるが、最後の方ではグリップが無きに等しい状態になる。なお、ガソリンの概念は存在しない。
持ち時間が切れるとオートパイロットになり、コンティニューをするかどうかの画面になる。指定されたクレジットを投入してスタートボタンを押すと継続プレイが可能になる。
24時間が経過すると、ゲームクリアとなりその瞬間にオートパイロットとなって順位が確定する。
完走すると、ポルシェ917Kと1周だけの直接対決となるボーナスステージが始まる。勝っても負けてもエンディングとはなるが、勝敗によってエンディングのBGMが変わる。

#### 無線通信
レースの最中にピットから様々な内容の無線が入る。前方に事故車が存在する場合にその存在を予告して注意を促したり、雨が降って来ることを連絡して来たり、タイヤのグリップが低下しているのでピットインを促す連絡や、架空の6時間が経過してHOURS BONUSが加算される毎に、激励の言葉をかけてくれたりもする。これらは無線のノイズ音が一瞬入る他の内容は文字で表示され、24時間完走時のみ"24 Hours"という音声が流れる。

#### 通信プレイ
このモードでは、複数人が通信プレイをすることが可能だが、「複数人が同一のレースに出場」という扱いではなく、「サーキットで複数のレースが同時に開催されるが、各プレイヤーは別々のレースに参加している」という状態になる。例えばあるプレイヤーの画面ではライバルカーとして表示されている敵車は、他のプレイヤーの画面にはアザーカーとして表示される。ただし、プレイヤーカーを抜いた場合に獲得できる秒数は、アザーカー相当の4秒ではなく、ライバルカー相当の9秒である。また、処理の関係でサーキット上に存在する敵車の合計は、複数人がプレイしているからといって倍になるわけではないために獲得できる時間が減少し、難易度が上昇する。
複数人がプレイしている場合にそれを実感できるイベントの一つとして、ピットからの無線がある。プレイヤーの誰かがラップタイムのコースレコードを更新した場合、通信プレイに参加している全プレイヤーに「1Pコースレコード!」（1Pがレコードを更新した場合）という無線通信が入る。またこのときプレーヤー画面にUFOが出現する。

### スプリントモード
このモードは、サルト・サーキットと市街地コースのいずれかを選んで、コースを持ち時間が無くなる前に3周することがゲームの目的である。プレイヤーは15位からスタートし、コース上をプレイヤーと同様に走行しているライバルカーを抜く事により持ち時間を増やし、3周してゴールした時のタイムが記録となる。なおコンティニューはできない。

### 対戦モード
複数人で対戦を行いたいときはこのモードを選ぶ。誰か一人がこのモードを選ぶと、デモ中の全ての筐体の画面にカウントダウンが表示されるので、他の参加者はその間にクレジットを入れてスタートボタンを押すと参加する事ができる。
このモードでは、サルト・サーキットと市街地コースのいずれかを選んで、コースを持ち時間が無くなる前に他のプレイヤーより早く2周することがゲームの目的である。スタート前に2周するには十分な時間が与えられる代わりに、Lap Bonusによる加算と、時の経過による自然減算のみが持ち時間に影響するようになる。誰かが2周を完了した時点で全車の順位が確定し、ゲームが終了する。

### その他
バグが多い。
- CPU車が突然ワープする、順位の対象になるCPU車の順位が勝手に補正される、など。
これらの現象は、古典的ゲームのように仕様としてプレイヤーの視野の外でズルするわけではなく、バグであるため、プレイヤーの目の前で発生する事が多々ある。
- タイム処理にバグがある。
加算されるタイムが画面表示よりも実際は1秒少ない（上位の車の場合9秒→8秒、周回遅れの車の場合4秒→3秒）。
タイム処理のバグの関係で、1クレジットで24時間モードを完走することは、SP設定の車両か隠し車両（ポルシェ917K）かつ、VERY EASY設定でなければ非常に困難である。
まれに、タイムの加算そのものが停止することもあり、この場合はその時点でほぼゲームオーバー確定である。

他にも、攻略上の仕様として黙認されているものも含めて、細かい不具合は多数ある。
国内向けには、完成品（TWIN筐体）として出荷された筐体と、『セガツーリングカーチャンピオンシップ』（TWIN筐体）からコンバートされた筐体がある。二者はハンドル径・ブレーキの固さ・ビューチェンジボタンの数などで判別できる。この作品は、TWINタイプの筐体のみ発売され、それ以外の形態の筐体は存在しない。
また、この筐体に対するほかの作品へのコンバージョンキットは存在しない。
すでに次世代の基板が見えている時期に、初期のMODEL3 STEP1.5仕様を採用しており、登場時期が明らかに遅い。最も多く供給されたセガ系列ロケの筐体も発売後1年も経たぬうちに海外に中古品として輸出されてしまったために、国内にはあまり現存していない。

## 登場車種
本作が稼働した当時はまだ、フェラーリやポルシェに対するライセンスの独占体制が敷かれていなかったため、堂々と実名で登場しているのが特徴といえる。
ゲームでの初級/中級/上級の分類は、初級=「操縦性が高く、最高速が低い」、上級=「操縦性が低く、最高速が高い」、中級はその中間である。

操縦性にはそれほど差が無いので、初心者だからといって初級車を使う必要は無く、速度が遅い分、逆にゲームオーバーになりやすい。性能的には、8車中ポルシェ917Kが頭抜けている。

ただし、上述のスペシャル仕様を設定すると、ザウバーC9メルセデス・マツダ787Bの2車は、最高速はわずかに負けるが、加速力で上回り、ポルシェ917K以上の性能に変化する。
車選択時にスタートボタンと視点1ボタンを押しつつアクセルで決定すると、デザイン違いの車を選択できる。これらのデザイン違いの車はCPU車両としてもスプリント・24時間耐久どちらにも登場する。
ニスモGT-R LM（R33）（初級）
1996年出場車。22・23号車どちらをモデルにしているかは不明。デザイン違いは1995年の22号車の白/青カラー。
フェラーリF40 GTE（初級）
1996年出場車。59号車（ENNEA-SRL）がモデルと推測される。デザイン違いは44号車・45号車のIGOLカラー（黄/青、ENNEA-SRL IGOL）。
マクラーレンF1 GTR（中級）
1996年出場車。1996年の34号車（ガルフ・レーシング）がモデル。
この車のみデザイン違いが2種類存在し、視点ボタン1で29号車（ハロッズ・マッハワン・レーシング）、視点ボタン2で30号車（ウェスト・コンペティション）となる。
ポルシェ911 GT1（中級）
1996年出場車。同年のクラス優勝車である25号車がモデル。デザイン違いは開発中の塗色仕様。
ザウバーC9 メルセデス（上級）
1989年出場車。同年の総合優勝車である63号車がモデル。シルバーアローという愛称で有名だが、デザイン違いで1988年のAEGカラーも選択可能。
マツダ787B（上級）
1991年出場車。同年の総合優勝車である55号車がモデル。デザイン違いはレナウン・チャージカラーではない、18号車の白/青カラー。
ポルシェ917K
1970年出場車。同年の総合優勝車。本作ではシークレット扱い。
NISMO GT-Rに合わせて視点ボタン1及び2とスタートボタンを押しつつブレーキを踏みながらアクセルで決定すると選択できる。
ソニックバギー
実在しない車。ゲーム中の性能はマツダ787Bに準拠。ピットインするとドライバーがソニックから犬に変わる（ポチポチバギー）。隠し扱い。
NISMO　GT-Rに合わせて視点ボタン1及び3とスタートボタンを押しつつブレーキを踏みながらアクセルで決定すると選択できる。
ポルシェ917Kは、スプリントレースでは1位の車として登場。24時間耐久レースでは、完走後のボーナスステージで登場。自車として使うには車選択時にコマンド入力が必要。

ソニックバギーは、CPU車両としては全く登場しない完全隠し車両。自車として使うには、ポルシェ917K同様、車選択時にコマンド入力が必要。
また、隠しコマンド入力により、1995年NISMO GT-R LM 22号車(5速ミッション仕様)等の車両も出すことができ、それを探す楽しみも有った。

## その他
- 2001年3月にセガがドリームキャストで、また2002年6月にPlayStation 2で発売した『ル・マン トゥエンティフォー アワーズ』は本作とは全く関係が無い。ちなみに開発元はアタリ。海外ではテストドライブシリーズの一つである。
- 制作は、当時の第3AM研究開発部（AM3研）である。ことレースゲームに関する限り、『デイトナUSA』などのAM2研や、『セガラリー2』などのAM分室の後塵を拝していた。
- 本作はツイン筐体を3台繋げて最大6人対戦までできるようになっている。しかし、大半の設置店では筐体1台での営業で2人までしか対戦できず、「いつでもレースに参加できる」というセールスポイントが十分に生かされたとは言い難い。
- ゲーム中にスタートボタンを押すと、昼間でもハイビームを点灯することができる。暗い画面での夜間走行にはかなり効果があるので、セロハンテープなどで固定する「裏技」が存在した。
- 本文中にある「スペシャル仕様」を設定すると、車種選択時にその設定をされた車種が最初に出てくる。何も設定しない場合最初に出てくるのがポルシェ911GT1なので、この車に設定がなされている場合には判別不能だが、他の車種の場合は設定がなされていることが一目で分かる。
- 本作では走行距離・ラップタイムなどの記録がバックアップされない。ランキングは電源を切るとリセットされるほか、設定画面に入っただけでもリセットされ、設定を何も変えなくても同様である。これは、近年のセガの大型筐体ゲームではかなり珍しい。また、電源を投入したり設定画面から復帰する際の起動に要する時間は、同時期の大型筐体の中では長い部類に入る。
- サウンドトラックCDが、マーベラスエンターテイメント(MMV)から1997年11月19日に発売された(MJCA-00005)。MMVは2001年、セガグループから離れ、主力をゲームミュージックからアニメへと転換しており、この時期に『セガツーリングカーチャンピオンシップ』『セガラリー2』『デイトナUSA2』などのレースものと同時に廃盤となっている。
- 設定を変更することにより、1シートをLIVE画面にすることができる。通常のデモ画面のLIVE画面とは違い、車種・経過時間・ベストラップなどの情報が画面に表示されるようになる。この状態の席にコインを投入してもゲームをすることはできない。